# Francois Peron National Park
Francois Peron National Park är en nationalpark i Australien.   Den ligger i delstaten Western Australia, i den västra delen av landet, 3 600 km väster om huvudstaden Canberra. Francois Peron National Park ligger 18 meter över havet. Arean är 525 kvadratkilometer.
Omgivningarna runt Francois Peron National Park är i huvudsak ett öppet busklandskap.